# Sénat du Massachusetts
193e législature
Massachusetts State House, Boston
Le Sénat du Massachusetts (en anglais : Massachusetts Senate) est la chambre haute de la Cour générale du Massachusetts, la législature du Commonwealth du Massachusetts. Il siège à la Massachusetts State House située à Boston. 
Il est composé de 40 membres, élu chacun dans un des quarante districts électoraux. Les districts ne correspondent pas aux comtés de l'État, un comté pouvant couvrir plusieurs districts ou au contraire seulement une partie d'un ou plusieurs districts. Les sénateurs sont élus pour un mandat de 2 ans, renouvelables sans limite. 
La législature actuelle du Sénat (190e General Court) qui a débuté le 4 janvier 2017, à la suite des élections générales de l'État de novembre 2016, comprend 31 sénateurs démocrates et 7 républicains, deux sièges étant vacants. La présidente actuelle du Sénat est Harriette Chandler.